# Colonizările grecești
Colonizările grecești au reprezentat o mișcare a populației grecești antice, preponderent din polisurile grecești în alte regiuni ale Mărilor Egee, Mediterane, Neagră și de Azov. Aceasta s-a derulat în mai multe valuri, în principal între secolele VIII-VI î.Hr. în Antichitatea Clasică. Această primă fază a fost concomitentă cu o puternică urbanizare, coincidând cu apogeul traficului maritim grec din aceste mări, ducând la modificarea profundă a structurilor comerciale și a economiei Greciei antice.